# Pieve di Soligo
Pieve di Soligo là một đô thị (comune) thuộc tỉnh Treviso, vùng Veneto, Ý.
Nó nằm ở phía bắc tỉnh Treviso, gần biên giới với tỉnh Belluno ở Veneto, Italy. "Pieve" có nghĩa là "nhà thờ giáo xứ".